# İsmail Şenyüz
Ismail Göksel Şenyüz est un footballeur turc à la retraite né le 8 janvier 1976 a Istanbul.

## Statistiques détaillées
Dernière mise à jour le 16/07/2010.
| Saison    | Club                 | Total  | Total | Championnat | Championnat | Championnat | Coupe d'Europe | Coupe d'Europe | Coupe d'Europe | Coupes nationales | Coupes nationales |
| Saison    | Club                 | Matchs | Buts  | Division    | Matchs      | Buts        | Type           | Matchs         | Buts           |                   |                   |
| Saison    | Club                 | Matchs | Buts  | Division    | Matchs      | Buts        | Type           | Matchs         | Buts           | Matchs            | Buts              |
| --------- | -------------------- | ------ | ----- | ----------- | ----------- | ----------- | -------------- | -------------- | -------------- | ----------------- | ----------------- |
| 1994-1995 | Antalyaspor (Prêt)   | 7      | 0     | Süperlig    | 7           | -           | -              | -              | -              | -                 | -                 |
| 1995-1996 | Galatasaray SK       | 1      | 0     | Süperlig    | 1           | -           | -              | -              | -              | -                 | -                 |
| 1996-1997 | Nişantaşıspor (Prêt) | 13     | 0     | Lig B       | 13          | -           | -              | -              | -              | -                 | -                 |
| 1997-1998 | Sakaryaspor (Prêt)   | 1      | 0     | Lig B       | 1           | -           | -              | -              | -              | -                 | -                 |
| 1998-1999 | Galatasaray SK       | 0      | 0     | Süperlig    | -           | -           | -              | -              | -              | -                 | -                 |
| 1999-2000 | Yıldırım Bosnaspor   | 23     | 2     | 3. Lig      | 23          | 2           | -              | -              | -              | -                 | -                 |
| 2000-2001 | Yıldırım Bosnaspor   | 24     | 0     | 3. Lig      | 24          | -           | -              | -              | -              | -                 | -                 |
| 2001-2002 | Yıldırım Bosnaspor   | 18     | 0     | Lig B       | 17          | -           | -              | -              | -              | 1                 | -                 |
| 2002-2003 | Kasımpaşa SK         | 9      | 0     | 3. Lig      | 9           | -           | -              | -              | -              | -                 | -                 |
| 2003-2004 | Kasımpaşa SK         | 0      | 0     | Lig B       | -           | -           | -              | -              | -              | -                 | -                 |
| 1994-2004 | Total                | 96     | 2     | -           | 95          | 2           | -              | -              | -              | 1                 | -                 |